# الکس مک‌اوی
اَلکس مک‌اَوُی (انگلیسی: Alex McAvoy؛ ۱۰ مارس ۱۹۲۸ – ۱۶ ژوئن ۲۰۰۵) بازیگر اهل بریتانیا بود. وی دانش‌آموختۀ مدرسه هنر گلاسگو بود.
از فیلم‌ها یا برنامه‌های تلویزیونی که وی در آن نقش داشته است، می‌توان به دیوار پینک فلوید و برش نهایی اشاره کرد.